# Fransu
Fransu és un municipi francès situat al departament del Somme i a la regió dels Alts de França. L'any 2007 tenia 119 habitants.

## Demografia

### Població

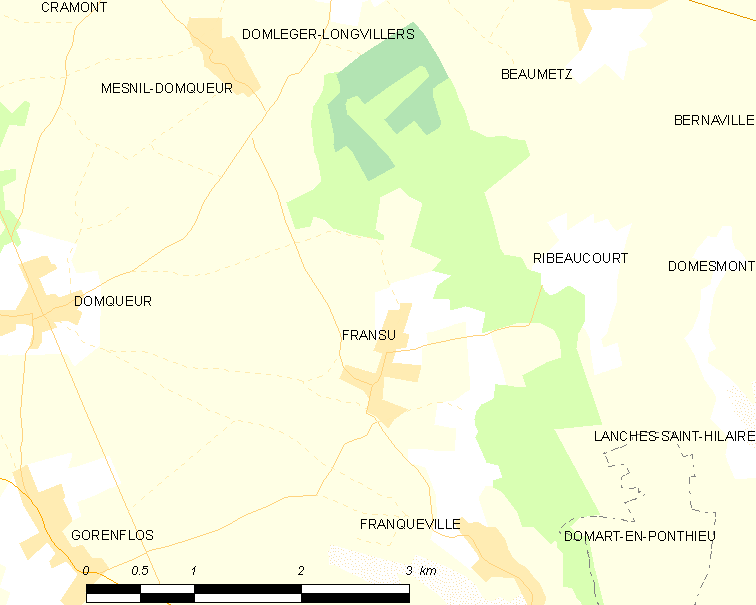
mapa municipi

El 2007 la població de fet de Fransu era de 119 persones. Hi havia 56 famílies de les quals 20 eren unipersonals (16 homes vivint sols i 4 dones vivint soles), 16 parelles sense fills, 12 parelles amb fills i 8 famílies monoparentals amb fills.
La població ha evolucionat segons el següent gràfic:
Habitants censats

### Habitatges

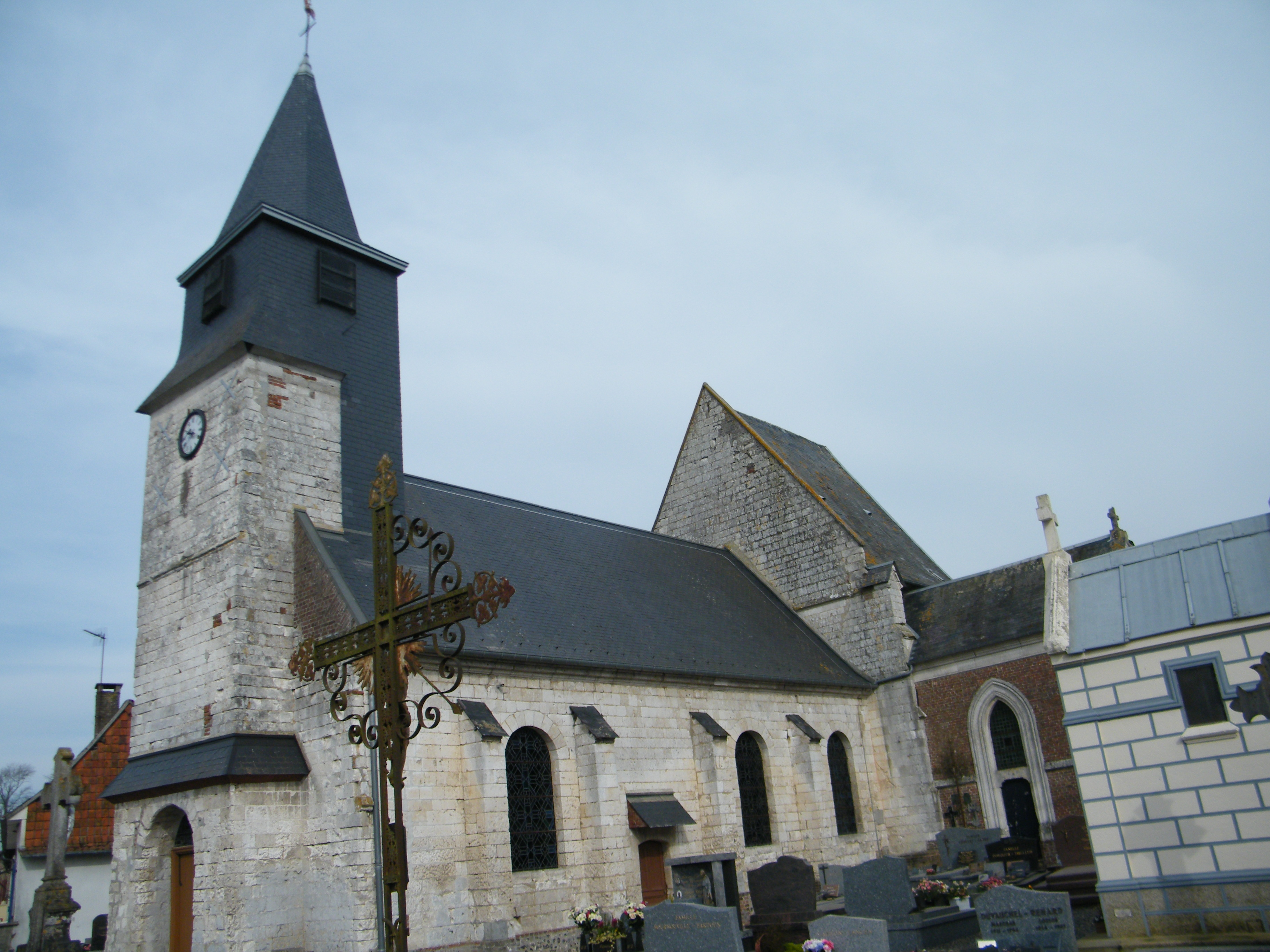
església

El 2007 hi havia 63 habitatges, 57 eren l'habitatge principal de la família, 4 eren segones residències i 2 estaven desocupats. Tots els 62 habitatges eren cases. Dels 57 habitatges principals, 43 estaven ocupats pels seus propietaris, 9 estaven llogats i ocupats pels llogaters i 4 estaven cedits a títol gratuït; 1 tenia dues cambres, 9 en tenien tres, 19 en tenien quatre i 28 en tenien cinc o més. 48 habitatges disposaven pel capbaix d'una plaça de pàrquing. A 31 habitatges hi havia un automòbil i a 21 n'hi havia dos o més.

### Piràmide de població

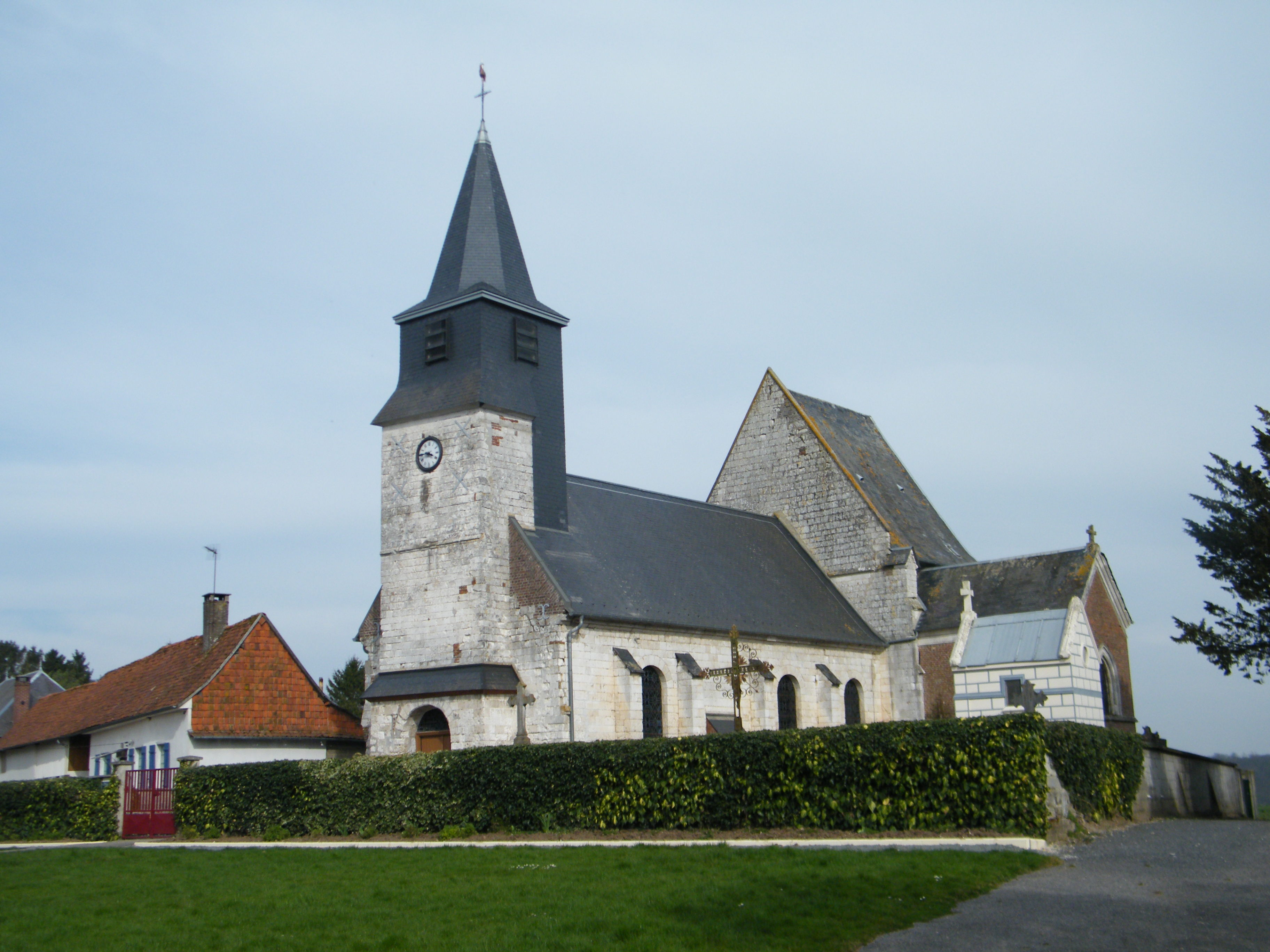

La piràmide de població per edats i sexe el 2009 era:
| Homes | Edats   | Dones |
| ----- | ------- | ----- |
| 0     | 95 o +  | 0     |
| 0     | 90 a 94 | 4     |
| 0     | 85 a 89 | 4     |
| 0     | 80 a 84 | 4     |
| 4     | 75 a 79 | 8     |
| 4     | 70 a 74 | 4     |
| 0     | 65 a 69 | 0     |
| 4     | 60 a 64 | 0     |
| 0     | 55 a 59 | 4     |
| 4     | 50 a 54 | 0     |
| 8     | 45 a 49 | 8     |
| 0     | 40 a 44 | 0     |
| 4     | 35 a 39 | 0     |
| 4     | 30 a 34 | 4     |
| 8     | 25 a 29 | 8     |
| 0     | 20 a 24 | 4     |
| 0     | 15 a 19 | 0     |
| 0     | 10 a 14 | 0     |
| 0     | 5 a 9   | 0     |
| 0     | 0 a 4   | 0     |

## Economia

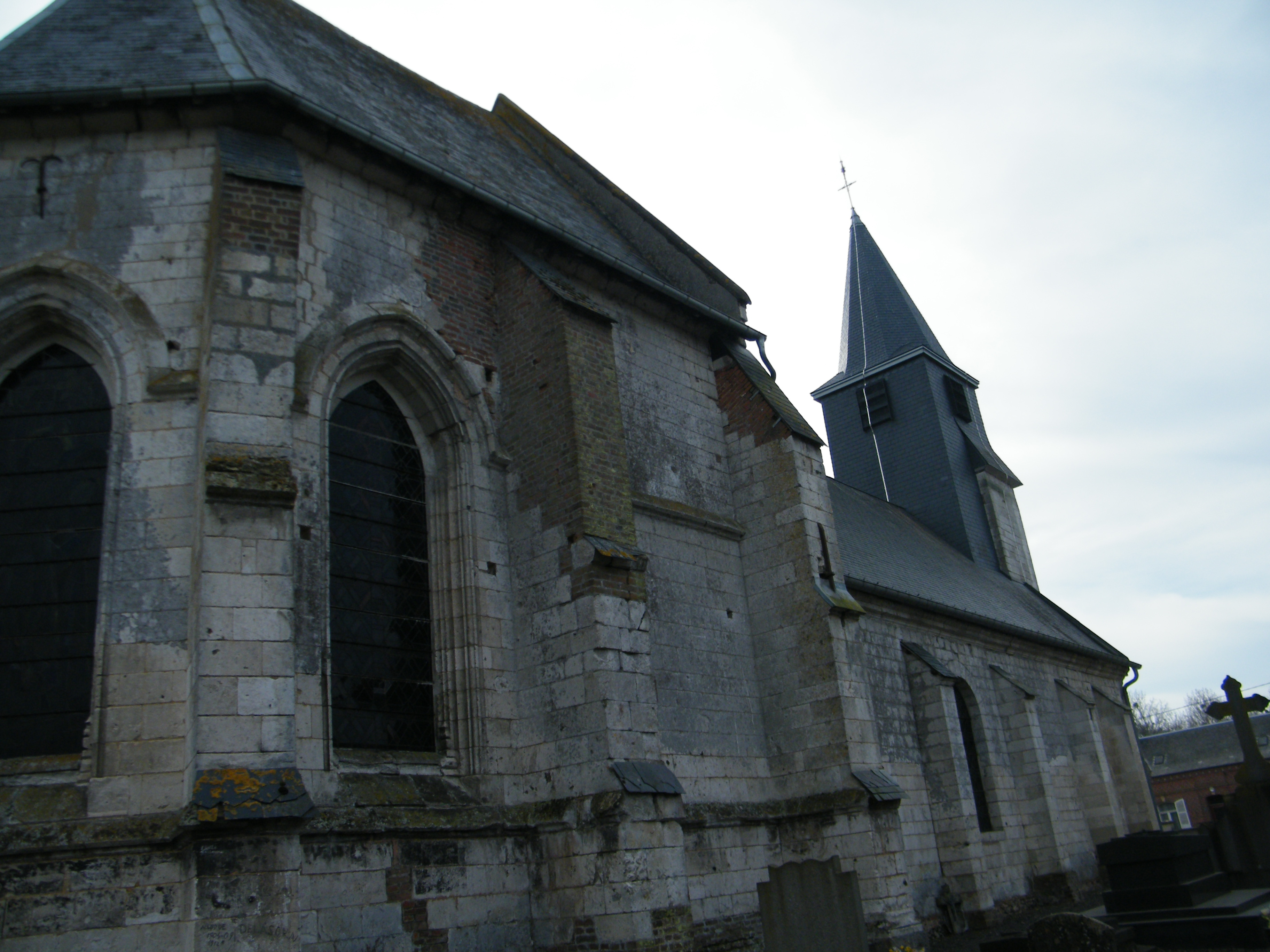

El 2007 la població en edat de treballar era de 77 persones, 66 eren actives i 11 eren inactives. De les 66 persones actives 58 estaven ocupades (33 homes i 25 dones) i 8 estaven aturades (4 homes i 4 dones). De les 11 persones inactives 4 estaven jubilades, 2 estaven estudiant i 5 estaven classificades com a «altres inactius».

### Ingressos

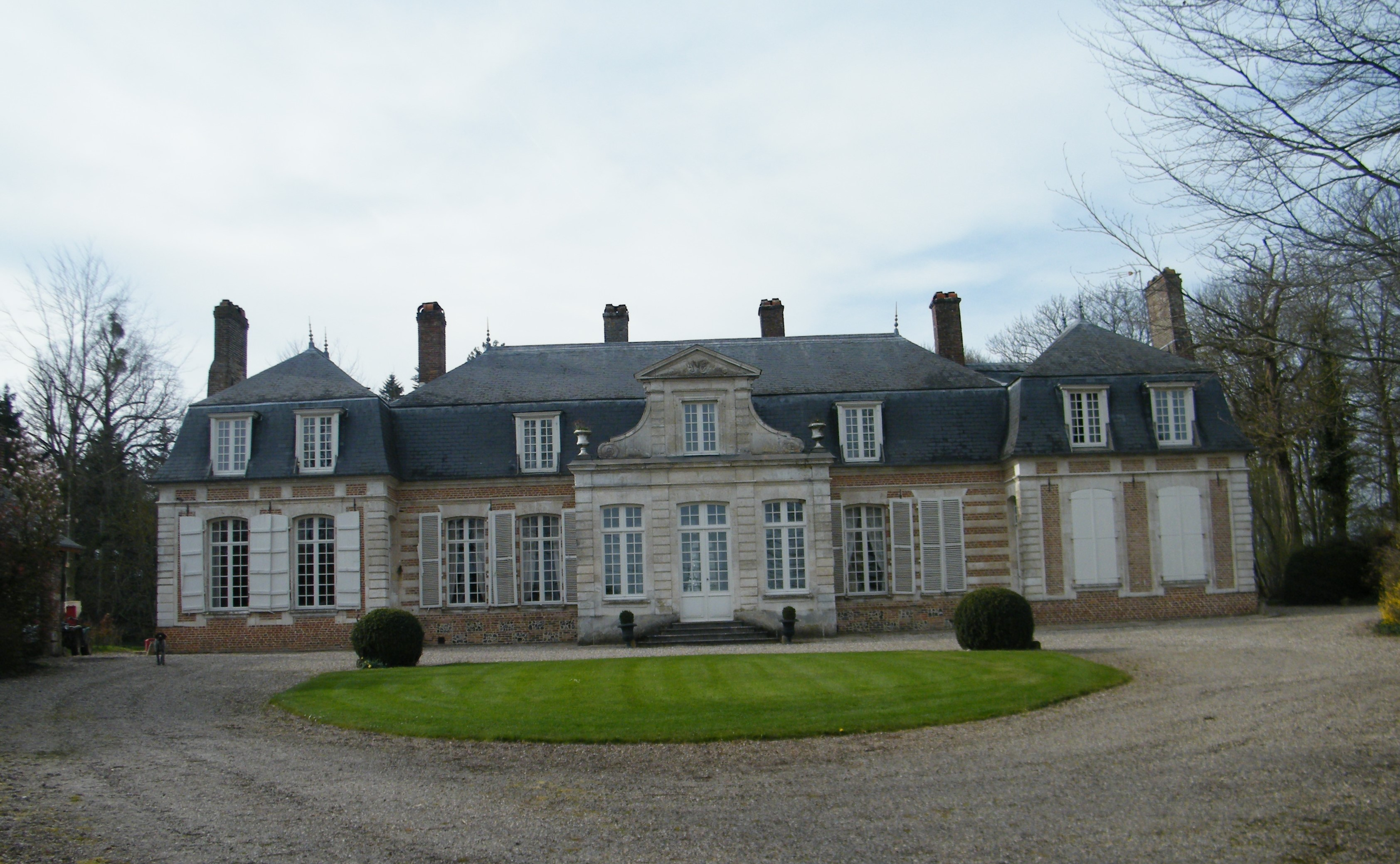

El 2009 a Fransu hi havia 61 unitats fiscals que integraven 138 persones, la mediana anual d'ingressos fiscals per persona era de 14.708,5 €.

### Activitats econòmiques

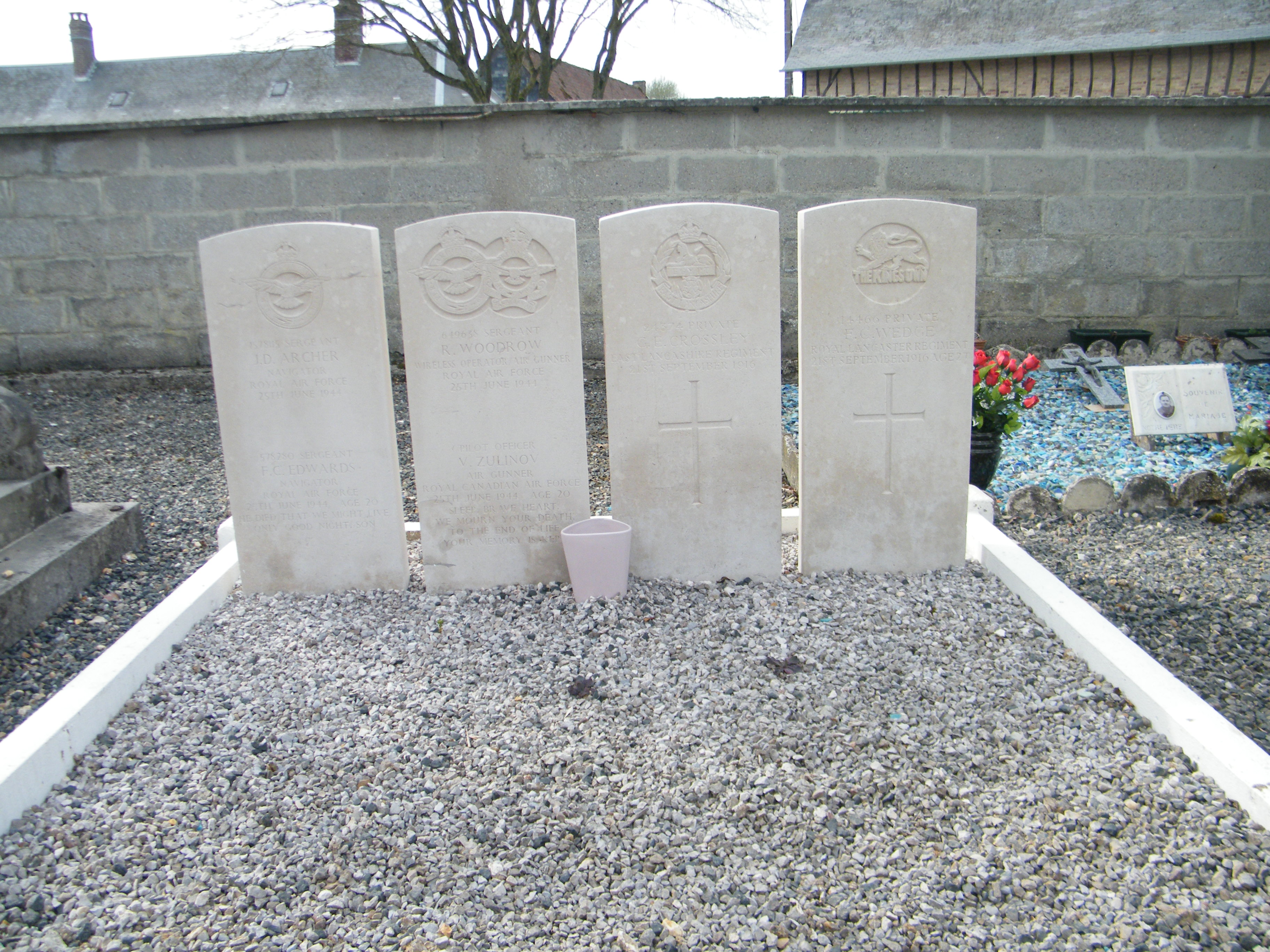

Dels 4 establiments que hi havia el 2007, 1 era d'una empresa de construcció, 2 d'empreses de comerç i reparació d'automòbils i 1 d'una empresa classificada com a «altres activitats de serveis».
L'únic servei als particulars que hi havia el 2009 era una empresa de construcció.
L'any 2000 a Fransu hi havia 5 explotacions agrícoles que ocupaven un total de 565 hectàrees.

## Poblacions més properes
El següent diagrama mostra les poblacions més properes.